# Flagge Mecklenburg-Vorpommerns

Landesflagge Mecklenburg-Vorpommerns

Die Flagge Mecklenburg-Vorpommerns referenziert Mecklenburg-Schwerin, Mecklenburg-Strelitz und Pommern.

## Landesflagge
Die Landesflagge des Landes Mecklenburg-Vorpommern ist – von oben nach unten – ultramarinblau, weiß, gelb, weiß und zinnoberrot. Das Verhältnis der Breiten der fünf Streifen zueinander beträgt 4:3:1:3:4. Die Flagge ist im Gesetz über die Hoheitszeichen des Landes vom 29. Januar 1991 (Gesetz- und Verordnungsblatt für Mecklenburg-Vorpommern 1991, S. 14) in der Fassung der Bekanntmachung vom 23. Juli 1991 (GVOBl. M-V 1991, S. 293f.) spezifiziert.
Hinsichtlich der Auswahl und Reihenfolge der Farben handelt es sich um eine Kombination der Flaggen Mecklenburgs (Blau-Gelb-Rot) und Vorpommerns (Blau-Weiß). Die ebenfalls enthaltene Kombination Blau-Weiß-Rot entspricht der im 19. Jahrhundert gebräuchlichen mecklenburgischen Handelsflagge. Symbolisch stehen die Farben auch für Meer und Himmel (blau), Felder (gelb) und Backstein (rot).
Zusätzlich zur Landesflagge können in den beiden Landesteilen die traditionellen Flaggen geführt werden.

## Landesdienstflagge

Landesdienstflagge Mecklenburg-Vorpommerns

In der Landesdienstflagge werden ohne Schild die Wappenfiguren der beiden Landesteile Mecklenburg (Stierkopf) und Vorpommern (Greif) geführt. Die gelbe Linie ist dafür unterbrochen.

## Mecklenburg

Flagge der Großherzogtümer Mecklenburg

Heutige Flagge Mecklenburgs

Die mecklenburgische Flagge, die am 26. März 1813 von Herzog Friedrich Franz I. für Mecklenburg-Schwerin festgelegt wurde, ist horizontal gleichmäßig geteilt in Blau, Goldgelb und Rot.
Sie ist heute häufig zu finden mit dem Stier auf einem weißen oder goldenen Schild. Diese Darstellung ist allerdings nicht korrekt.
Das Gold entstammt der Farbe des mecklenburgischen Hauptwappens, das Blau steht für die 1323 dazugekommene Herrschaft Rostock und Rot für die 1358 wiedergewonnene Grafschaft Schwerin. Bis ins 16. Jahrhundert gehörte auch das Schwarz des Stierkopfes zu den Farben der Landesfahne.
Die Festlegung der Farben im Jahr 1813 betraf zunächst die Kokarden der Uniformen. Die Reihenfolge der Farben wurde mit einer am 23. Dezember 1863 für Mecklenburg-Schwerin erlassenen Flaggenverordnung endgültig festgelegt. Mecklenburg-Strelitz erließ am 4. Januar 1864 eine praktisch wortgleiche Verordnung. Zuvor hatte Mecklenburg-Schwerin bereits mit Verordnung vom 24. März 1855 eine Schifffahrtsflagge in Blau-Weiß-Rot eingeführt. Sie blieb bis 1935 für beide mecklenburgische Landesteile gültig und wurde nach der Gleichschaltung durch die Hakenkreuzfahne ersetzt.
In der Verfassung des Landes Mecklenburg von 1947 wurden ebenfalls Blau-Gelb-Rot als Landesfarben festgelegt, wobei das vorpommersche Gebiet unberücksichtigt blieb. Mit der Verwaltungsreform von 1952, in der die Länder in die Bezirke der DDR umstrukturiert wurden, wurde der Gebrauch der Landesfahne gegenstandslos. Der private Gebrauch in der Öffentlichkeit wurde als unerwünscht unterdrückt.
1990/91 wurde für das neue Land provisorisch die alte Flagge Mecklenburgs verwendet.

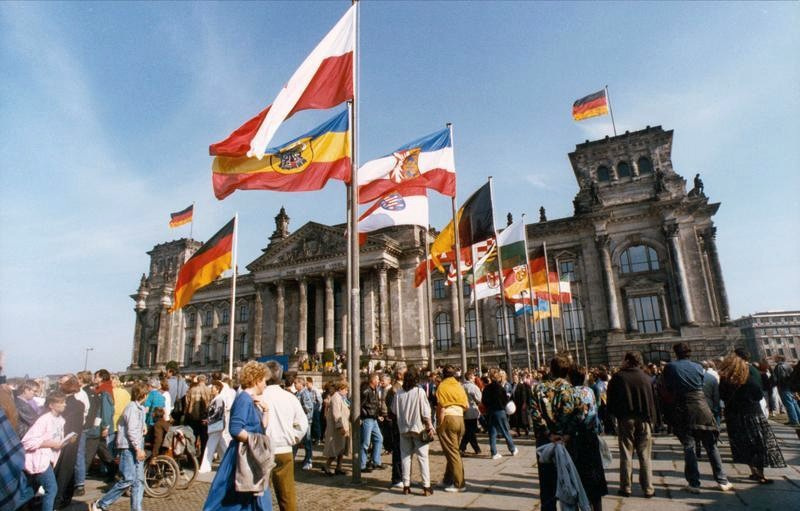
Flagge Mecklenburgs als provisorische Flagge des Landes Mecklenburg-Vorpommern bei der Wiedervereinigungsfeier am 3. Oktober 1990

## Vorpommern

Pommersche Flagge

Die vor-/pommersche Flagge ist horizontal zur Hälfte in Hellblau und Weiß geteilt. Wahlweise befindet sich darauf der rote pommersche Greif.
Das Hellblau-Weiß der heutigen Fahne steht in keinem Bezug zu den Farben des Herzogtums Pommern. 1802 wurde in einer Kabinettsorder des preußischen Königs Friedrich Wilhelm III. den Mitgliedern der Landstände aller preußischen Provinzen das Tragen eines blauen Interimsrocks neben der Galauniform angewiesen. Zur Unterscheidbarkeit der Provinzen wurden unterschiedliche Farben der Kragenaufschläge zugeordnet. Die Vertreter der Provinz Pommern bekamen zunächst Weiß mit Gold.
In einer Verordnung zur Organisation der preußischen Landwehr von 1813 entfiel jedoch die goldene Stickerei, so dass die pommersche Landwehr eine blaue Uniform mit weißem Kragen sowie eine blaue Schirmmütze mit weißem Streifen trug. Mit dieser Uniform setzten sich Blau-Weiß als Farbe der Provinz allgemein durch. In einer Kabinettsorder vom 22. Oktober 1882 wurden die pommerschen Farben auch normativ festgelegt. Das in der Norm festgelegte, ins Dunkle tendierende Preußischblau, setzte sich jedoch im allgemeinen Flaggengebrauch nicht durch. Stattdessen wurde das Hellblau weiterhin bevorzugt.